# Jari (zbraň)

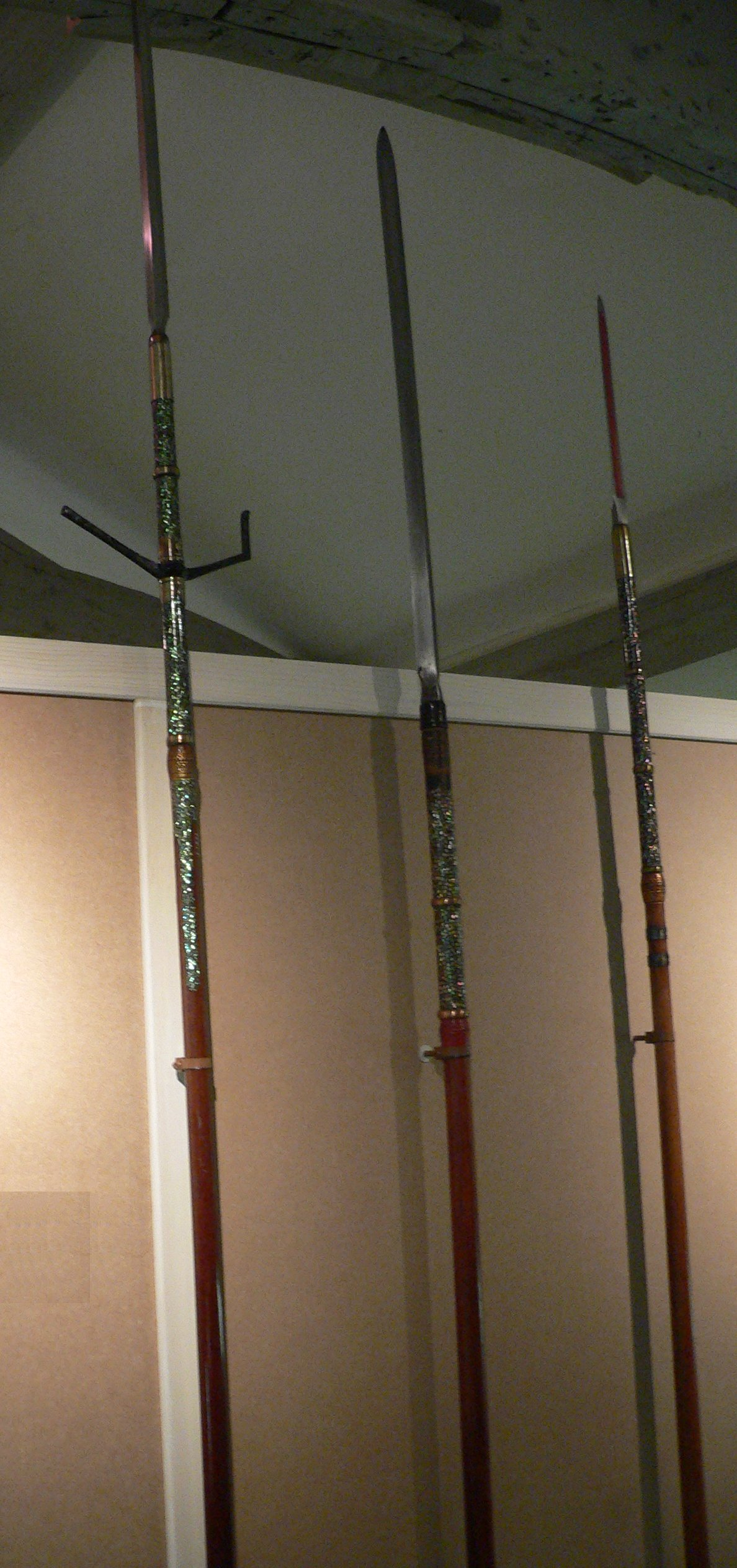
Tři su jari, včetně jednoho s asymetrickou záštitou (hadome)

Jari (槍) je tradiční japonská zbraň ve formě rovného kopí. Bojové umění, při němž se jari užívá, se nazývá sōdžucu (槍術).

## Historie

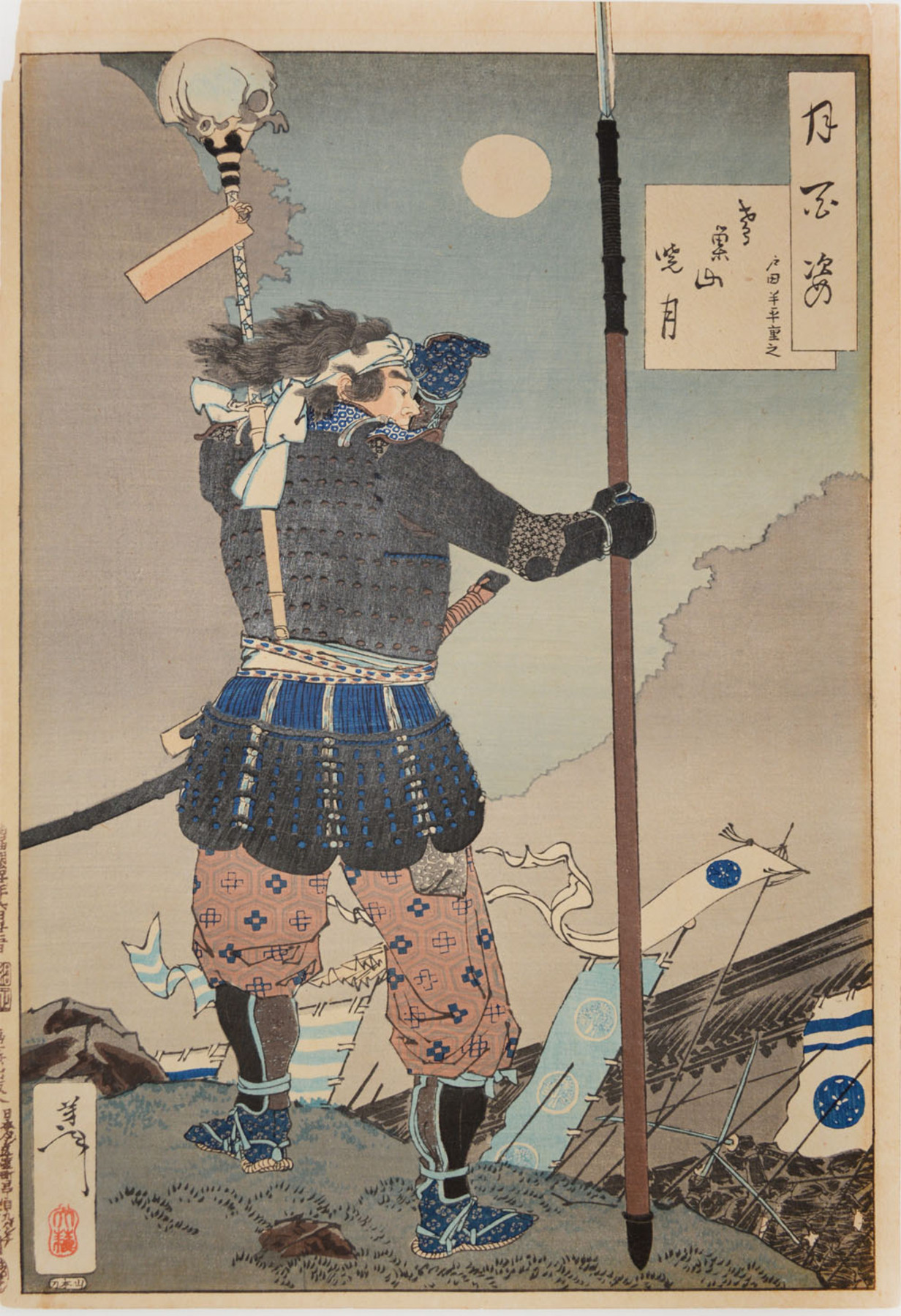
Ukiyo-e tisk samurajského generála, který v pravé ruce drží jari

Předpokládá se, že první kopí jari (hoko jari), která pocházejí z období Nara (710-794) byla odvozena od kopí pocházejících z Číny. I když se kopí v Japonsku hojně používala, postupně vyšla z módy. Jejich použití se znovu objevuje až ve 14. století, kdy si jari začali osvojovat pěšáci ašigaru. Největší oblibu si jari získalo v období Válčících států (1467-1615). Kopí postupně nahradilo luk (jumi) v pozici hlavní zbraně samurajů. Samurajové používali kratší kopí (moči jari), zatímco pěšáci ašigaru nesli píky (nagae jari). Ašigaru s píkami tvořili kombinované formace s vojáky nesoucími střelné zbraně (tanegašima) a samuraji. Byli vycvičeni aby se zformovali do dvou až třířadé formace, a aby pohybovali píkami koordinovaně. Během období Edo se jari stále vyráběly (někdy dokonce i renomovanými mečíři), ačkoli existovaly většinou jen jako ceremoniální zbraně nebo jako zbraně policejních zborů.

## Popis

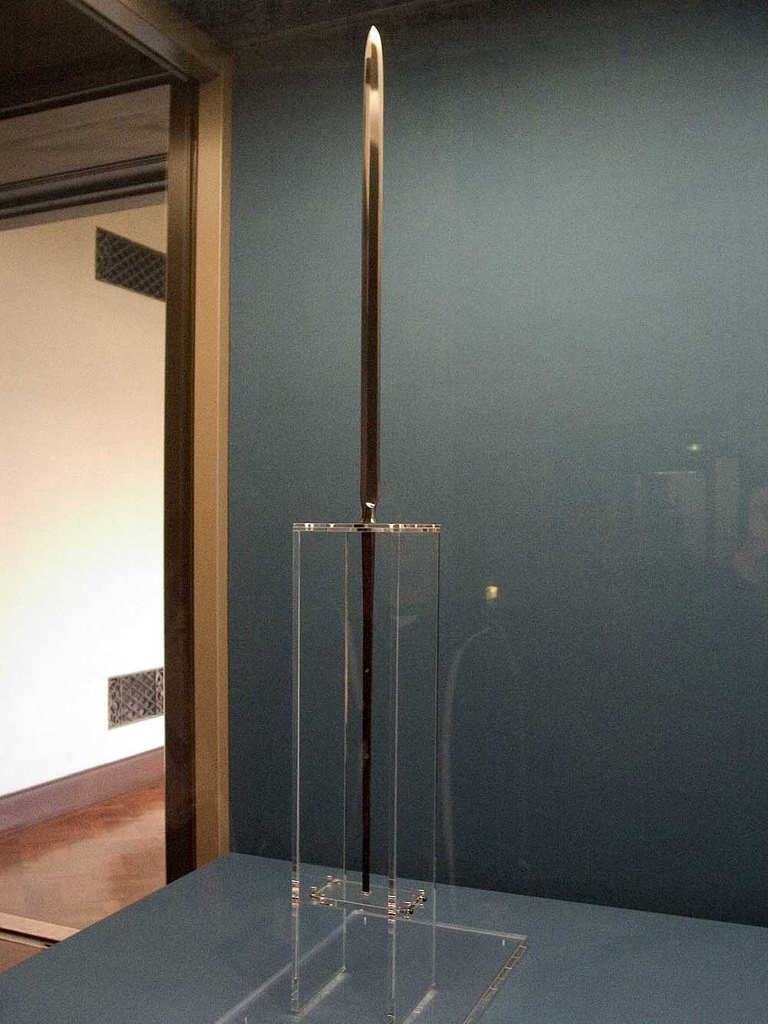
Omi jari (velké kopí), tokijské národní muzeum.

Jari bylo charakteristické rovnou čepelí, která mohla být dlouhá od několika centimetrů do více než jednoho metru. Čepele byly vyrobeny ze stejné oceli (tamahagane) z níž se vyráběly tradiční japonské meče, tudíž byly velmi odolné. V celé historii bylo vyrobeno mnoho variací rovné čepele jari, často s výstupky na centrální čepeli. Čepele jari často měly extrémně dlouhý řap (tang); obvykle delší než naostřená část čepele.
Násady existovaly v mnoha různých délkách, šířkách a tvarech; Byla vyrobeny z tvrdého dřeva a pokryty lakovanými proužky bambusu. Měly oválný, kulatý nebo polygonální průřez. Byly často zpevněny kovovými prstenci a na konci násady byla připevněna kovová hruška (išizuki). Součást kompletního jari byla také pochva (saja).

## Varianty čepelí jari

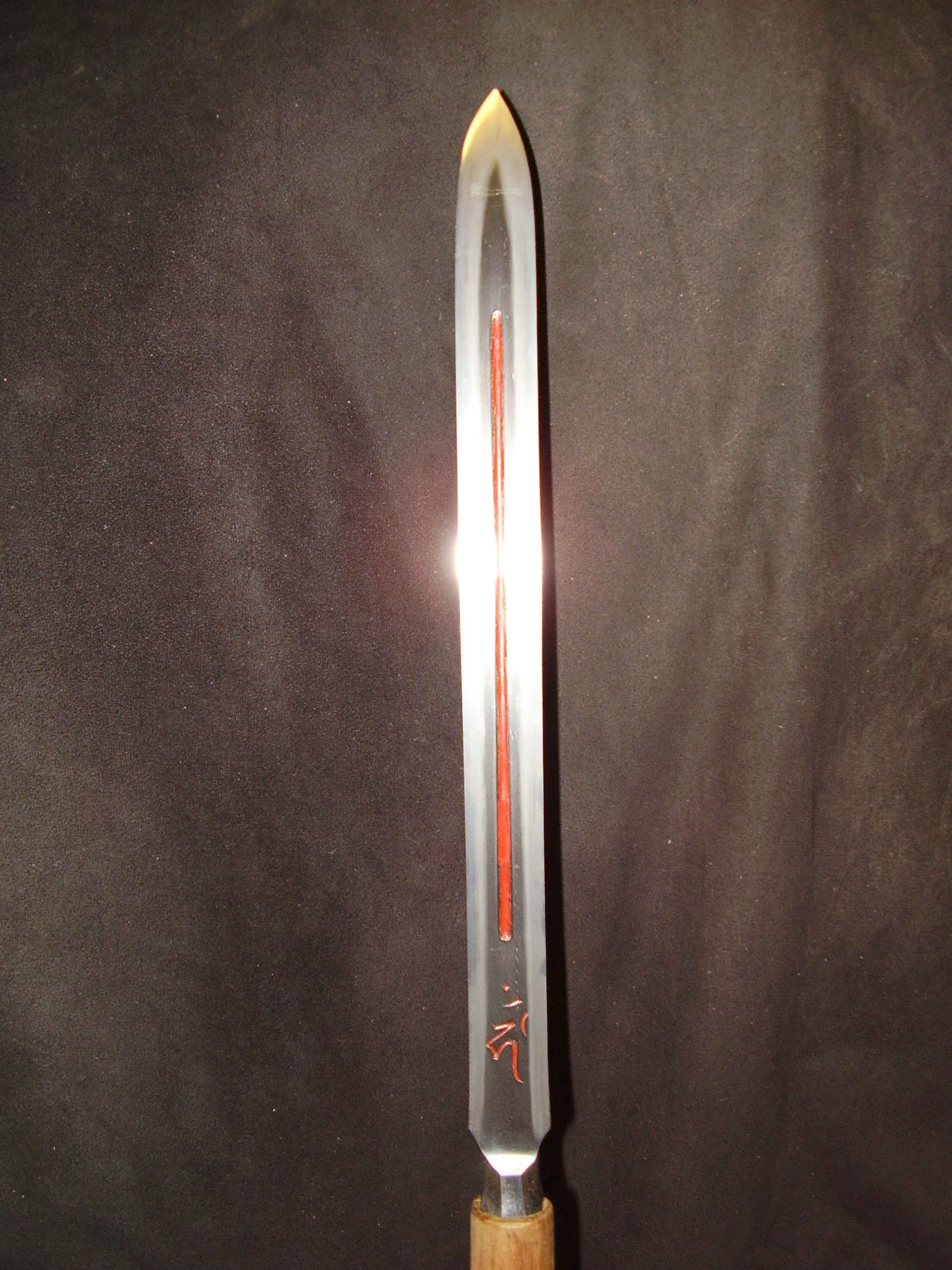
Rovné jari (su jari), čepel má délku asi 1 šaku (přibližně 30 cm)

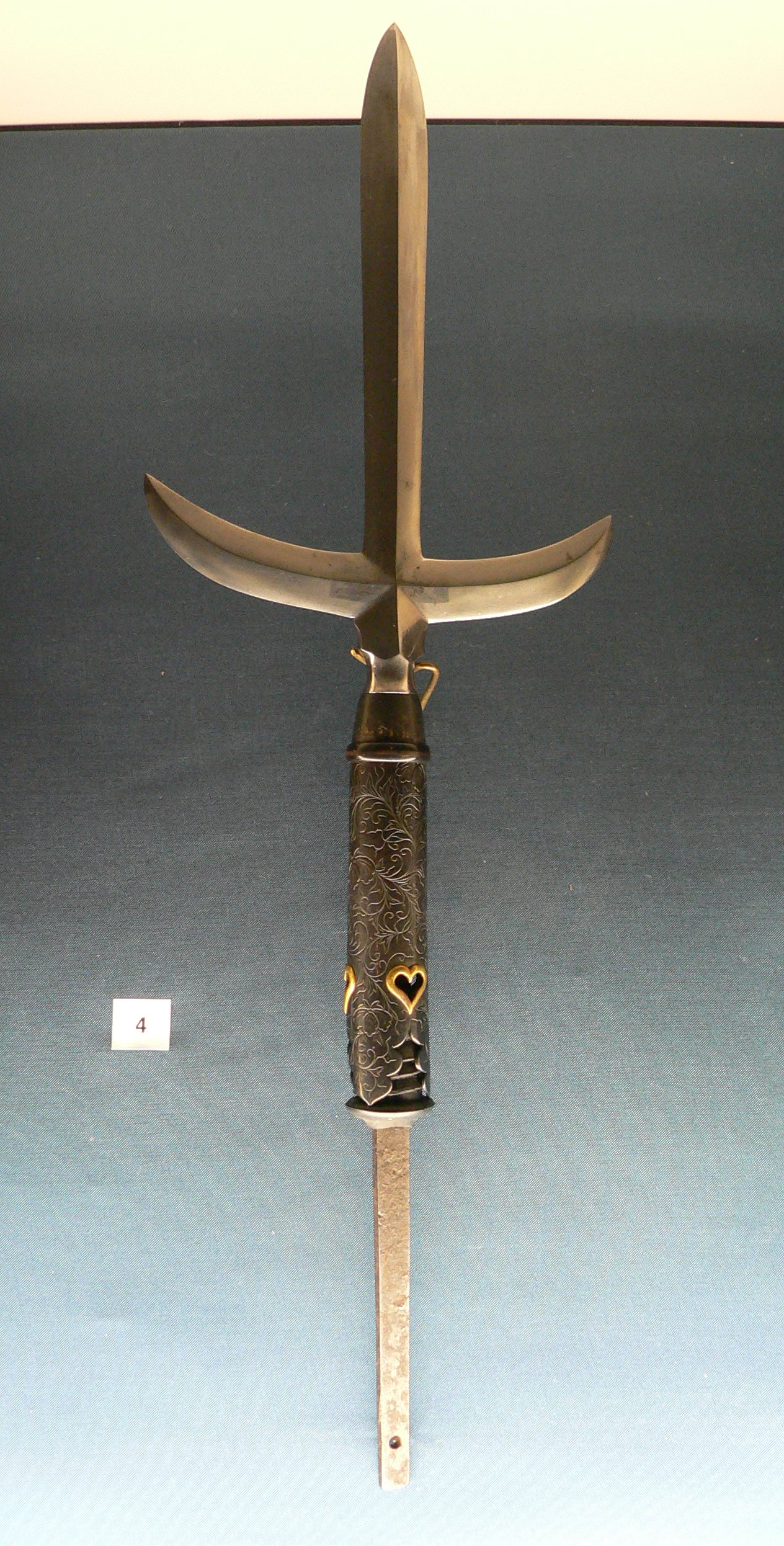
džúmondži jari

Existovaly různé typy hrotů a ostří. Nejběžnějšími čepelemi byly rovné, ploché, konstrukce připomínající dýku s dvojitým ostřím a rovnou čepelí. Díky tomu mohl tento typ čepele sekat i bodat. Obvykle je rozlišováno mezi jednoduchým su jari a kama jari, které má další vodorovné čepele. Jari lze také rozlišovat podle typů průřezů čepelí: trojúhelníkové průřezy se nazývaly sankaku jari a kosočtvercové se nazývaly rjóšinogi jari.
- Sankaku jari (三角 槍) má hrot, který připomíná úzký bodec s trojúhelníkovým průřezem. Sankaku jari nemělo čepel, pouze ostrý hrot na konci. Proto bylo nejvhodnější pro prorážení brnění.
- Rjóšinogi jari, měly čepel s kosočtvercovým průřezem.
- Fukuro Jari (袋槍)
- Kikučijari (菊池 槍) měly pouze jedno ostří. Tím se vytvořila zbraň, která se podobala tantó, tudíž jí bylo možné použít k sekání.
- Jadžiri nari jari (鏃 形 槍)
- Džúmondži jari (十 文字 槍), také nazývaný magari jari (曲 槍)
- Kama jari (鎌 槍) dostalo své jméno od rolnického srpu (kama)
- Katakama jari (片 鎌 槍)
- Cukinari jari (月形 槍) Zbraň měla hlavici s čepelí ve tvaru půlměsíce, kterou bylo možné použít k sekání i hákování.
- Kagi jari (鉤 槍)
- Bišamon jari
- Hoko jari, stará forma jari, pravděpodobně z období Nara (710–794)
- Sasaho jari, mělo čepel ve tvaru listu.
- Su jari (sugu jari), jednoduché kopí s rovnou dvojbřitou čepelí.
- Omi no jari (omi jari)
- Makurajari
- Čókujari

## Varianty násad jari
Délka násad jari se pohybovala od jednoho do šesti metrů.
- Nagae jari (kopí s dlouhou násadou) je druh píky dlouhé 5 až 6 metrů, kterou používali pěšáci ašigaru.
- Moči jari, dlouhá kopí používaná pěšáky ašigaru a samuraji.
- Kuda jari (管 槍)
- Makura Jari
- Te jari, jari s krátkou násadou, které používala samurajská policie.

## Galerie

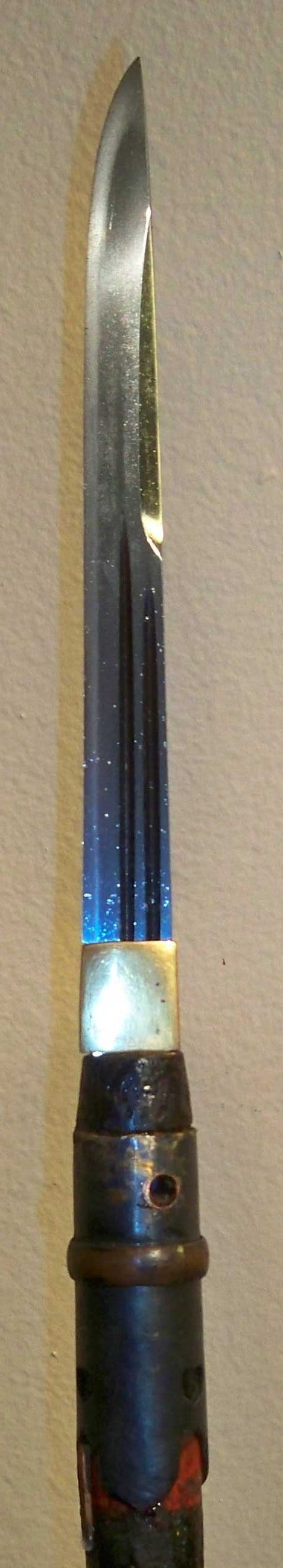
Kikuči jari
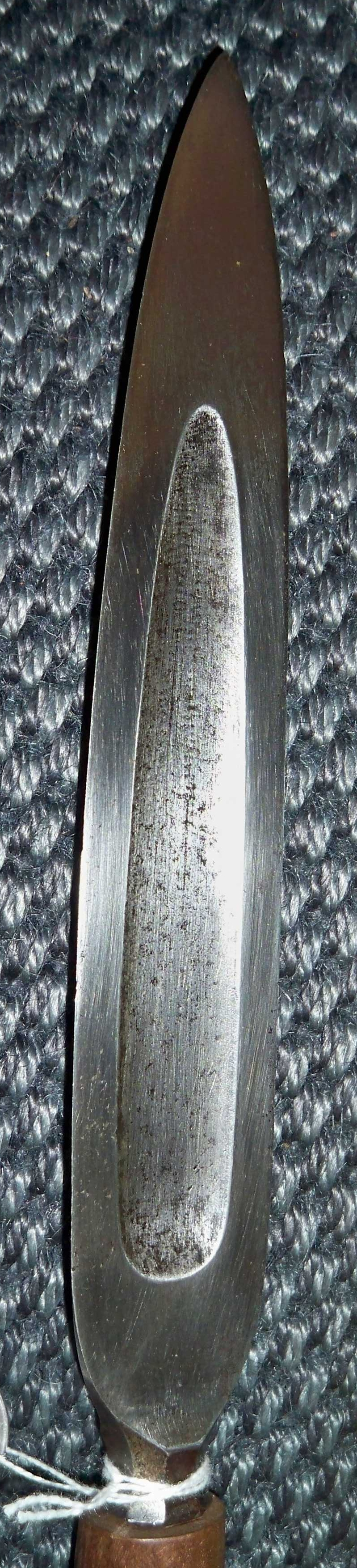
Sasaho jari.
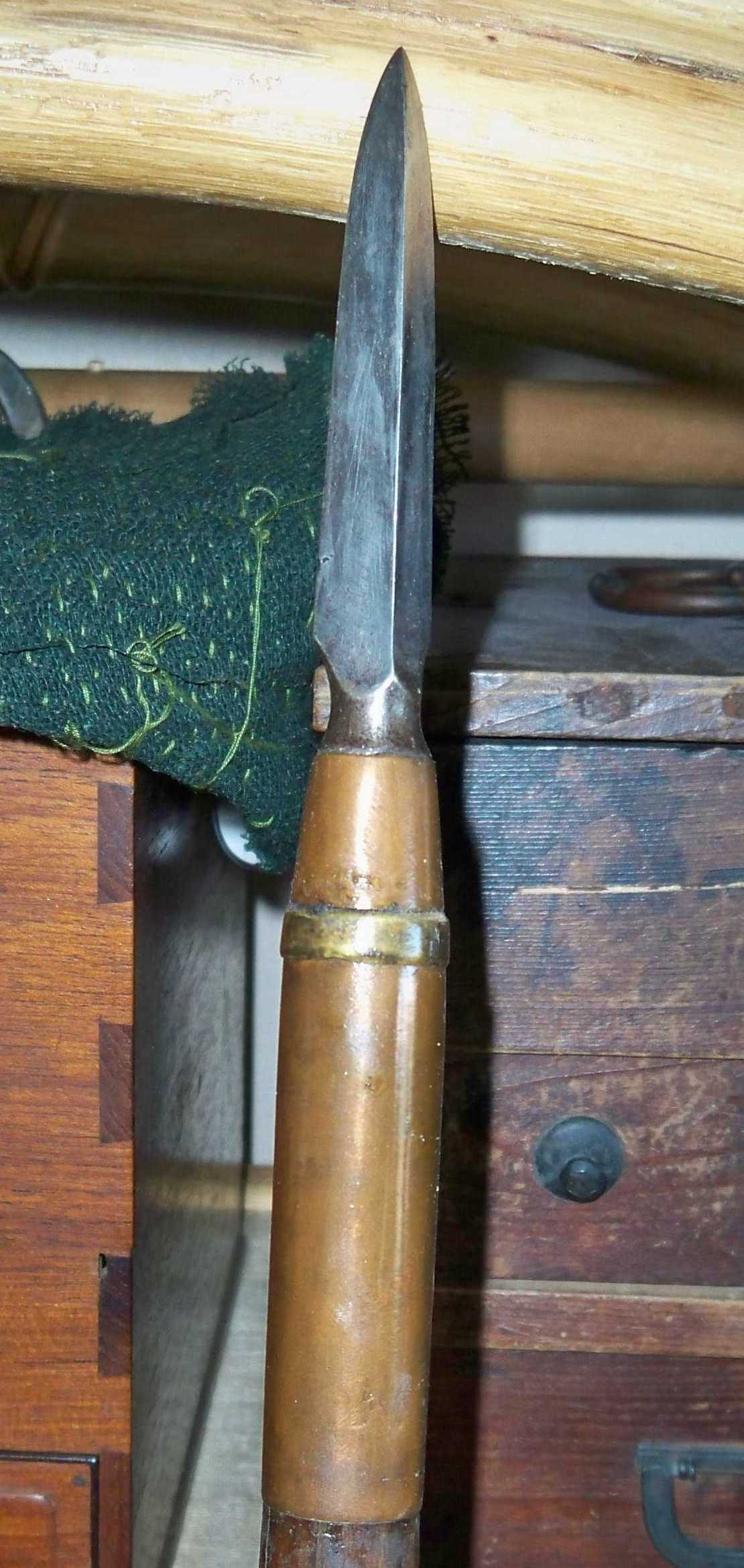
Sankaku jari.
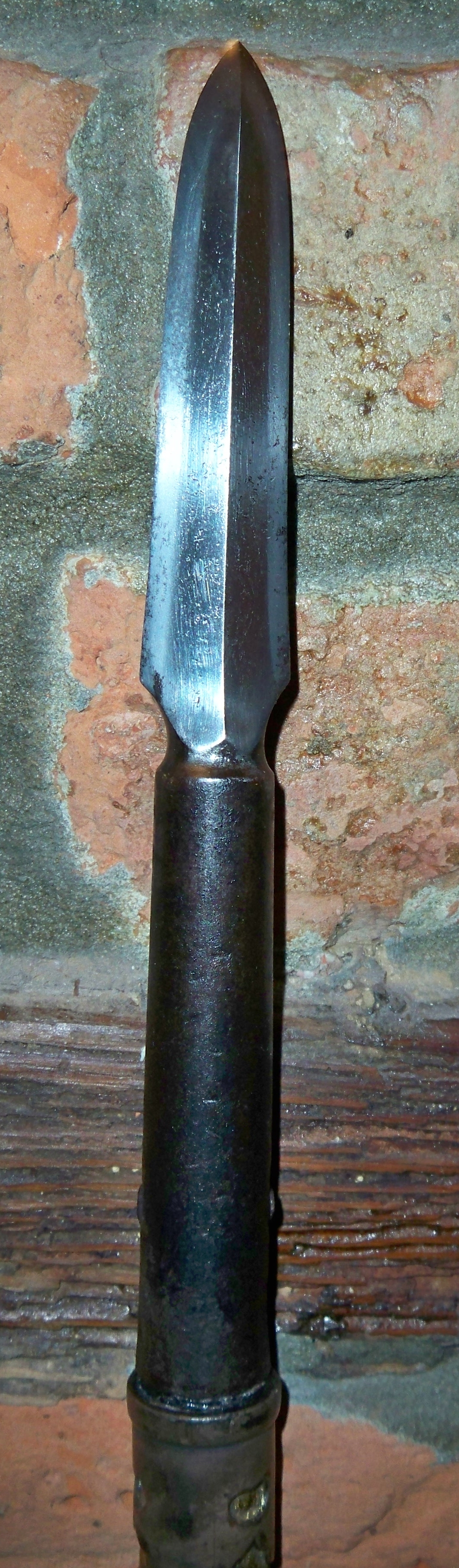
Rjóšinogi fukuro jari.
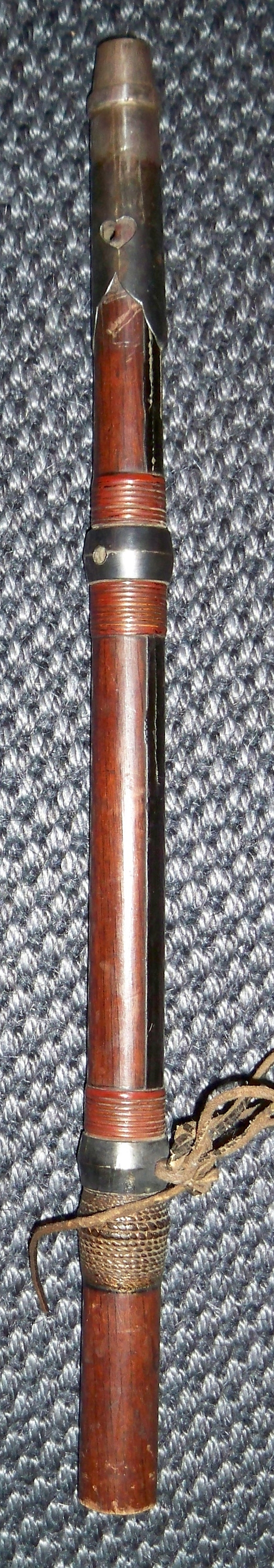
Tačiuči nebo tačiuke, zesílená horní část násady.